# Râul Varnița, Jijia
Râul Varnița este un curs de apă, afluent al râului Miletin. 